# داریوش کوبیتسکی
داریوش کوبیتسکی (لهستانی: Dariusz Kubicki؛ زادهٔ ۶ ژوئن ۱۹۶۳) بازیکن سابق و مربی فوتبال اهل لهستان است.
از باشگاه‌هایی که در آن بازی کرده‌است می‌توان به باشگاه فوتبال لگیا ورشو، باشگاه فوتبال استون ویلا، باشگاه فوتبال ساندرلند، باشگاه فوتبال ولورهمپتون واندررز، باشگاه فوتبال ترانمره راورز، باشگاه فوتبال کارلایل یونایتد، و باشگاه فوتبال دارلینگتون اشاره کرد.
وی همچنین در تیم ملی فوتبال لهستان بازی کرده‌است.